# Der Mörder ist immer der Gärtner
Der Mörder ist immer der Gärtner ist ein Lied von Reinhard Mey. Es erschien 1971 auf dem Album Ich bin aus jenem Holze.
„Der Mörder ist immer der Gärtner“ ist eine Parodie auf populäre Stereotypen in Kriminalromanen und -filmen, insbesondere auf die in den 1960er Jahren populären Edgar-Wallace- und Agatha-Christie-Verfilmungen.
In jeder Strophe passiert ein Mord, der dem Gärtner zugeschrieben wird, bis dieser am Ende selbst stirbt, weil entgegen der Vermutung der Butler der Täter war. Der Liedtitel findet sich im Refrain des Songs wieder:
Der Mörder war wieder der Gärtner,
und der plant schon den nächsten Coup.
Der Mörder ist immer der Gärtner,
und der schlägt erbarmungslos zu!
Nachdem das Lied 1971 auf dem Studioalbum Ich bin aus jenem Holze veröffentlicht worden war, erschien es 1972 auch als Single. Später dichtete Mey noch weitere Strophen und variierte den Text dann bei diversen Auftritten aus aktuellen Anlässen. So zum Beispiel bei der Live-Version auf dem Album 20.00 Uhr von 1974, wo er mit der Zeile „… Benzin wird jetzt auch in der Unterwelt knapp“ auf die Ölkrise von 1973 anspielt. Zudem ist bei dieser Version, wie auch bei der auf dem Live-Album Zwischen Zürich und zu Haus von 1995, in der Schlusspointe der Klempner der Täter und nicht der Butler. Dies ist eine Anspielung auf Meys Lied Ich bin Klempner von Beruf vom 1974er Album Wie vor Jahr und Tag.
Weiterhin schrieb Reinhard Mey eine französische Version des Lieds unter dem Titel L’assassin est toujours le jardinier. Es erschien 1972 auf dem Album Edition Française Vol. 2; eine Live-Version findet sich auf dem Album Recital. Frédérik Mey à l’Olympia von 1976. Auch hier findet sich der Titel im Refrain des Liedes wieder:
L’assassin était le jardinier
Qui se réjouit d’un nouveau crime.
L’assassin est toujours le jardinier
Qui néglige lilas, bleuets et myosotis
Pour se trouver une victime.
Aufgrund seiner Popularität ging der deutsche Titel des Liedes schon in den 1970er Jahren als geflügeltes Wort in die deutsche Sprache ein. Er oft wird zitiert, um augenzwinkernd auf Klischees und Vorurteile aufmerksam zu machen, die nicht der Wahrheit entsprechen müssen.